# هاسودا (سايتاما)
مدينة هاسودا (بالإنجليزية: Hasuda)‏ هي أحد المدن التابعة لمحافظة سايتاما. تأسست رسميًا في 01/10/1972. ويقدر عدد سكانها بـ 63375 نسمة حسب تقدير مكتب الإحصاء الياباني لعام 2012. تبلغ مساحة هاسودا 27.27 كم2. بكثافة سكانية تبلغ 2324 نسمة/كم2.